# كدبة أبريل (فلم)
كدبة أبريل هو فيلم مصري عرض عام 1954، بطولة إسماعيل ياسين وعايدة عثمان وشكري سرحان وماري منيب، ومن إخراج محمد عبد الجواد.

## قصة الفيلم
تراود إسماعيل رغبة في الاستيلاء على أموال زوجته التركية، فيدعي أن له أبناء من زوجة سابقة توفيت، وأنه لا يستطيع أن ينفق عليهم، لكن إسماعيل لا يدرك أن هذه الكذبة الصغيرة قد أوقعته في سلسلة لا تنتهي من الأكاذيب، حيث يحاول في كل مرة الخروج والإفلات من كل كذبة بكذبة أكبر، وفي كل مرة تتعامل معه الزوجة بحسن نية.

## طاقم التمثيل
- إسماعيل ياسين
- عايدة عثمان
- شكري سرحان
- ماري منيب
- عبد الفتاح القصري
- إستفان روستي
- زوزو نبيل
- وداد حمدي
- سناء جميل
- ملك الجمل
- عزيزة بدر
- محسن حسنين
- خيرية أحمد
- محمود حافظ
- هدى عبد الفتاح
- هيرمين
- لولا عبده
- محمد التابعي
- السيد بدير

## فريق العمل
- إخراج: محمد عبد الجواد
- قصة وحوار: بديع خيري
- سيناريو: محمد عبد الجواد
- مدير التصوير: محمد عبد العظيم
- مونتاج: كمال أبو العلا
- إنتاج: أفلام الاتحاد (عباس حلمي)
- مدير الإنتاج: حسن فايق
- توزيع: شركة الشرق للتوزيع
- تأليف الأغاني: إبراهيم رجب
- ألحان الأغاني: أحمد صبرة